# Confessions Tour
Confessions Tour – trasa koncertowa Madonny, która odbyła się w 2006 roku.

## Wykonanie piosenki "Live to Tell"
Wykonanie ballady "Live to Tell", podczas trasy wywołało ogromne kontrowersje, ze strony wszelkich grup religijnych. W trakcie wykonywania piosenki Madonna zostaje przytwierdzona do ogromnego, lustrzanego krzyża i ma na głowie koronę cierniową. Pod koniec utworu Madonna schodzi z krzyża, a nad nią na telebimie pojawia się liczba 12 000 000. Jest to szacunkowa liczba osieroconych przez AIDS dzieci.
Scena ukrzyżowania wywołała wiele kontrowersji, zwłaszcza we Włoszech, Niemczech, Holandii, Czechach i Rosji, gdzie grupy religijne próbowały zakazać koncertów.

## Support
- Paul Oakenfold (Cardiff, Rzym, Düsseldorf, Hanower, Horsens i Amsterdam)
- Bob Sinclar (Paryż – 1. koncert)
- David Guetta (Paryż – 2. koncert)
- Jean French (Paryż – 3. koncert)
- Dimitri (Paryż – 4. koncert)

## Lista utworów
1. „Future Lovers” / „I Feel Love” (mashup)
2. „Get Together”
3. „Like a Virgin”
4. „Jump”

„Confessions (interludium; z elementami „Live to Tell”)
1. „Live to Tell”
2. „Forbidden Love”
3. „Isaac”
4. „Sorry” (z elementami Pet Shop Boys Remix)
5. „Like It Or Not”

„Sorry” (interludium; remiks)
1. „I Love New York”
2. „Ray of Light”
3. „Let It Will Be” (Paper Faces Remix)
4. „Drowned World/Substitute for Love”
5. „Paradise (Not for Me)”

„The Duke Mixes the Hits” (interludium; z elementami „Borderline”, „Erotica”, „Dress You Up”, „Holiday” i „Disco Inferno”)
1. „Music Inferno”  (z elementami „Disco Inferno” i „Where’s the Party”)
2. „Erotica” (elementy „You Thrill Me”)
3. „La Isla Bonita”
4. „Lucky Star” (z elementami „Hung Up” i „Gimme! Gimme! Gimme! (A Man After Midnight)”)
5. „Hung Up” (z elementami „Lucky Star”)

Dodatkowe informacje
- 31 sierpnia w Paryżu Madonna wykonała „I Love New York” w towarzystwie grającego na gitarze Lenny’ego Kravitza.
- 12 września w Moskwie Madonna wykonała dodatkowo cover „Give Peace a Chance” zespołu Plastic Ono Band.

## Lista koncertów
Oprócz koncertów w Pradze wszystkie zostały w pełni wyprzedane.
| Data                   | Miejscowość             | Państwo                | Obiekt                           | Sprzedane bilety                 | Przychód (USD)                       |
| Ameryka Północna       | Ameryka Północna        | Ameryka Północna       | Ameryka Północna                 | Ameryka Północna                 | Ameryka Północna                     |
| ---------------------- | ----------------------- | ---------------------- | -------------------------------- | -------------------------------- | ------------------------------------ |
| 21 maja 2006(dts)      | Inglewood (Los Angeles) | Stany Zjednoczone      | Kia Forum                        | 40 044 (w sumie)                 | 7 686 380 (w sumie)                  |
| 23 maja 2006(dts)      | Inglewood (Los Angeles) | Stany Zjednoczone      | Kia Forum                        | 40 044 (w sumie)                 | 7 686 380 (w sumie)                  |
| 24 maja 2006(dts)      | Inglewood (Los Angeles) | Stany Zjednoczone      | Kia Forum                        | 40 044 (w sumie)                 | 7 686 380 (w sumie)                  |
| 27 maja 2006(dts)      | Paradise (Las Vegas)    | Stany Zjednoczone      | MGM Grand Garden Arena           | 27 528 (w sumie)                 | 7 257 750 (w sumie)                  |
| 28 maja 2006(dts)      | Paradise (Las Vegas)    | Stany Zjednoczone      | MGM Grand Garden Arena           | 27 528 (w sumie)                 | 7 257 750 (w sumie)                  |
| 30 maja 2006(dts)      | San Jose                | Stany Zjednoczone      | HP Pavilion                      | 27 024 (w sumie)                 | 4 761 555 (w sumie)                  |
| 31 maja 2006(dts)      | San Jose                | Stany Zjednoczone      | HP Pavilion                      | 27 024 (w sumie)                 | 4 761 555 (w sumie)                  |
| 3 czerwca 2006(dts)    | Los Angeles             | Stany Zjednoczone      | Staples Center                   | 14 158                           | 2 804 583                            |
| 5 czerwca 2006(dts)    | Fresno                  | Stany Zjednoczone      | Save Mart Center                 | 20 154 (w sumie)                 | 3 749 800 (w sumie)                  |
| 6 czerwca 2006(dts)    | Fresno                  | Stany Zjednoczone      | Save Mart Center                 | 20 154 (w sumie)                 | 3 749 800 (w sumie)                  |
| 8 czerwca 2006(dts)    | Glendale (Phoenix)      | Stany Zjednoczone      | Jobing.com Arena                 | 28 820 (w sumie)                 | 4 890 090 (w sumie)                  |
| 10 czerwca 2006(dts)   | Glendale (Phoenix)      | Stany Zjednoczone      | Jobing.com Arena                 | 28 820 (w sumie)                 | 4 890 090 (w sumie)                  |
| 14 czerwca 2006(dts)   | Chicago                 | Stany Zjednoczone      | United Center                    | 52 000 (w sumie)                 | 9 271 790 (w sumie)                  |
| 15 czerwca 2006(dts)   | Chicago                 | Stany Zjednoczone      | United Center                    | 52 000 (w sumie)                 | 9 271 790 (w sumie)                  |
| 18 czerwca 2006(dts)   | Chicago                 | Stany Zjednoczone      | United Center                    | 52 000 (w sumie)                 | 9 271 790 (w sumie)                  |
| 19 czerwca 2006(dts)   | Chicago                 | Stany Zjednoczone      | United Center                    | 52 000 (w sumie)                 | 9 271 790 (w sumie)                  |
| 21 czerwca 2006(dts)   | Montreal                | Kanada                 | Centre Bell                      | 34 940 (w sumie)                 | 5 670 150 (w sumie)                  |
| 22 czerwca 2006(dts)   | Montreal                | Kanada                 | Centre Bell                      | 34 940 (w sumie)                 | 5 670 150 (w sumie)                  |
| 25 czerwca 2006(dts)   | Hartford                | Stany Zjednoczone      | XL Center                        | 21 558 (w sumie)                 | 6 451 235 (w sumie)                  |
| 26 czerwca 2006(dts)   | Hartford                | Stany Zjednoczone      | XL Center                        | 21 558 (w sumie)                 | 6 451 235 (w sumie)                  |
| 28 czerwca 2006(dts)   | Nowy Jork               | Stany Zjednoczone      | Madison Square Garden            | 91 841 (w sumie sześć koncertów) | 16 507 855 (w sumie sześć koncertów) |
| 29 czerwca 2006(dts)   | Nowy Jork               | Stany Zjednoczone      | Madison Square Garden            | 91 841 (w sumie sześć koncertów) | 16 507 855 (w sumie sześć koncertów) |
| 2 lipca 2006(dts)      | Nowy Jork               | Stany Zjednoczone      | Madison Square Garden            | 91 841 (w sumie sześć koncertów) | 16 507 855 (w sumie sześć koncertów) |
| 3 lipca 2006(dts)      | Nowy Jork               | Stany Zjednoczone      | Madison Square Garden            | 91 841 (w sumie sześć koncertów) | 16 507 855 (w sumie sześć koncertów) |
| 6 lipca 2006(dts)      | Boston                  | Stany Zjednoczone      | TD Garden                        | 36 741 (w sumie)                 | 6 337 115 (w sumie)                  |
| 9 lipca 2006(dts)      | Boston                  | Stany Zjednoczone      | TD Garden                        | 36 741 (w sumie)                 | 6 337 115 (w sumie)                  |
| 10 lipca 2006(dts)     | Boston                  | Stany Zjednoczone      | TD Garden                        | 36 741 (w sumie)                 | 6 337 115 (w sumie)                  |
| 12 lipca 2006(dts)     | Filadelfia              | Stany Zjednoczone      | Wells Fargo Center               | 29 749 (w sumie)                 | 4 639 775 (w sumie)                  |
| 13 lipca 2006(dts)     | Filadelfia              | Stany Zjednoczone      | Wells Fargo Center               | 29 749 (w sumie)                 | 4 639 775 (w sumie)                  |
| 16 lipca 2006(dts)     | Atlantic City           | Stany Zjednoczone      | Boardwalk Hall                   | 12 322                           | 3 246 100                            |
| 18 lipca 2006(dts)     | Nowy Jork               | Stany Zjednoczone      | Madison Square Garden            | (patrz wyżej)                    | (patrz wyżej)                        |
| 19 lipca 2006(dts)     | Nowy Jork               | Stany Zjednoczone      | Madison Square Garden            | (patrz wyżej)                    | (patrz wyżej)                        |
| 22 lipca 2006(dts)     | Miami                   | Stany Zjednoczone      | American Airlines Arena          | 30 410 (w sumie)                 | 5 568 485 (w sumie)                  |
| 23 lipca 2006(dts)     | Miami                   | Stany Zjednoczone      | American Airlines Arena          | 30 410 (w sumie)                 | 5 568 485 (w sumie)                  |
| Europa                 |                         |                        |                                  |                                  |                                      |
| 30 lipca 2006(dts)     | Cardiff                 | Wielka Brytania        | Millennium Stadium               | 55 795                           | 7 788 845                            |
| 1 sierpnia 2006(dts)   | Londyn                  | Wielka Brytania        | Wembley Arena                    | 86 061 (w sumie osiem koncertów) | 22 090 582 (w sumie osiem koncertów) |
| 3 sierpnia 2006(dts)   | Londyn                  | Wielka Brytania        | Wembley Arena                    | 86 061 (w sumie osiem koncertów) | 22 090 582 (w sumie osiem koncertów) |
| 6 sierpnia 2006(dts)   | Rzym                    | Włochy                 | Stadio Olimpico                  | 63 054                           | 5 268 886                            |
| 9 sierpnia 2006(dts)   | Londyn                  | Wielka Brytania        | Wembley Arena                    | (patrz wyżej)                    | (patrz wyżej)                        |
| 10 sierpnia 2006(dts)  | Londyn                  | Wielka Brytania        | Wembley Arena                    | (patrz wyżej)                    | (patrz wyżej)                        |
| 12 sierpnia 2006(dts)  | Londyn                  | Wielka Brytania        | Wembley Arena                    | (patrz wyżej)                    | (patrz wyżej)                        |
| 13 sierpnia 2006(dts)  | Londyn                  | Wielka Brytania        | Wembley Arena                    | (patrz wyżej)                    | (patrz wyżej)                        |
| 15 sierpnia 2006(dts)  | Londyn                  | Wielka Brytania        | Wembley Arena                    | (patrz wyżej)                    | (patrz wyżej)                        |
| 16 sierpnia 2006(dts)  | Londyn                  | Wielka Brytania        | Wembley Arena                    | (patrz wyżej)                    | (patrz wyżej)                        |
| 20 sierpnia 2006(dts)  | Düsseldorf              | Niemcy                 | ESPRIT arena                     | 44 744                           | 5 926 105                            |
| 22 sierpnia 2006(dts)  | Hanower                 | Niemcy                 | AWD-Arena                        | 39 871                           | 5 218 985                            |
| 24 sierpnia 2006(dts)  | Horsens                 | Dania                  | CASA Arena Horsens               | 85 232                           | 11 435 199                           |
| 27 sierpnia 2006(dts)  | Paryż                   | Francja                | Palais Omnisports de Paris-Bercy | 67 758 (w sumie)                 | 9 145 832 (w sumie)                  |
| 28 sierpnia 2006(dts)  | Paryż                   | Francja                | Palais Omnisports de Paris-Bercy | 67 758 (w sumie)                 | 9 145 832 (w sumie)                  |
| 30 sierpnia 2006(dts)  | Paryż                   | Francja                | Palais Omnisports de Paris-Bercy | 67 758 (w sumie)                 | 9 145 832 (w sumie)                  |
| 31 sierpnia 2006(dts)  | Paryż                   | Francja                | Palais Omnisports de Paris-Bercy | 67 758 (w sumie)                 | 9 145 832 (w sumie)                  |
| 3 września 2006(dts)   | Amsterdam               | Holandia               | Amsterdam ArenA                  | 102 330 (w sumie)                | 11 783 254 (w sumie)                 |
| 4 września 2006(dts)   | Amsterdam               | Holandia               | Amsterdam ArenA                  | 102 330 (w sumie)                | 11 783 254 (w sumie)                 |
| 6 września 2006(dts)   | Praga                   | Czechy                 | O2 Arena                         | 37 666 z 38 342 (w sumie)        | 5 861 668 (w sumie)                  |
| 7 września 2006(dts)   | Praga                   | Czechy                 | O2 Arena                         | 37 666 z 38 342 (w sumie)        | 5 861 668 (w sumie)                  |
| 12 września 2006(dts)  | Moskwa                  | Rosja                  | Stadion Łużniki                  | 37 939                           | 5 548 998                            |
| Azja                   |                         |                        |                                  |                                  |                                      |
| 16 września 2006(dts)  | Osaka                   | Japonia                | Osaka Dome                       | 50 623 (w sumie)                 | 7 379 553 (w sumie)                  |
| 17 września 2006(dts)  | Osaka                   | Japonia                | Osaka Dome                       | 50 623 (w sumie)                 | 7 379 553 (w sumie)                  |
| 20 września 2006(dts)  | Tokio                   | Japonia                | Tokyo Dome                       | 71 231 (w sumie)                 | 11 463 877 (w sumie)                 |
| 21 września 2006(dts)  | Tokio                   | Japonia                | Tokyo Dome                       | 71 231 (w sumie)                 | 11 463 877 (w sumie)                 |
| W sumie (60 koncertów) | W sumie (60 koncertów)  | W sumie (60 koncertów) | W sumie (60 koncertów)           | 1 209 593 (z 1 210 269)          | 194 754 447                          |

## Galeria zdjęć

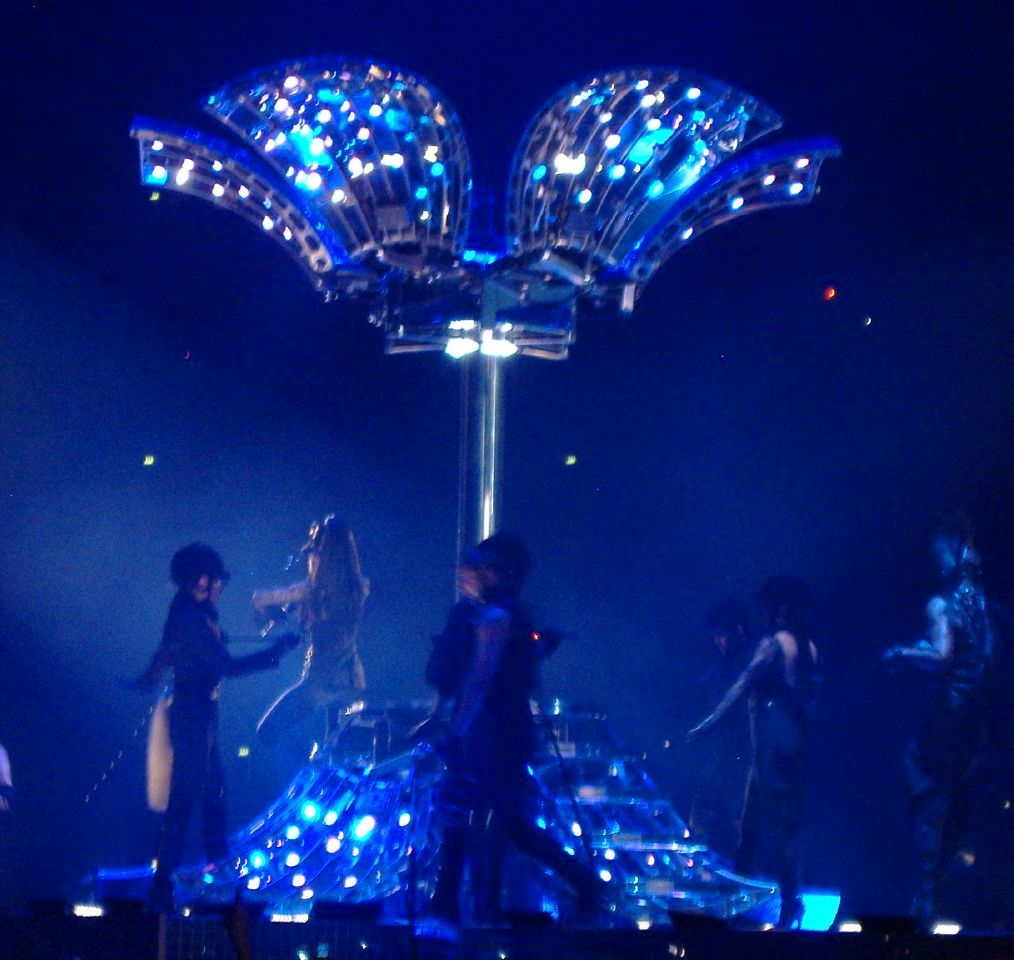
Future Lovers/I Feel Love
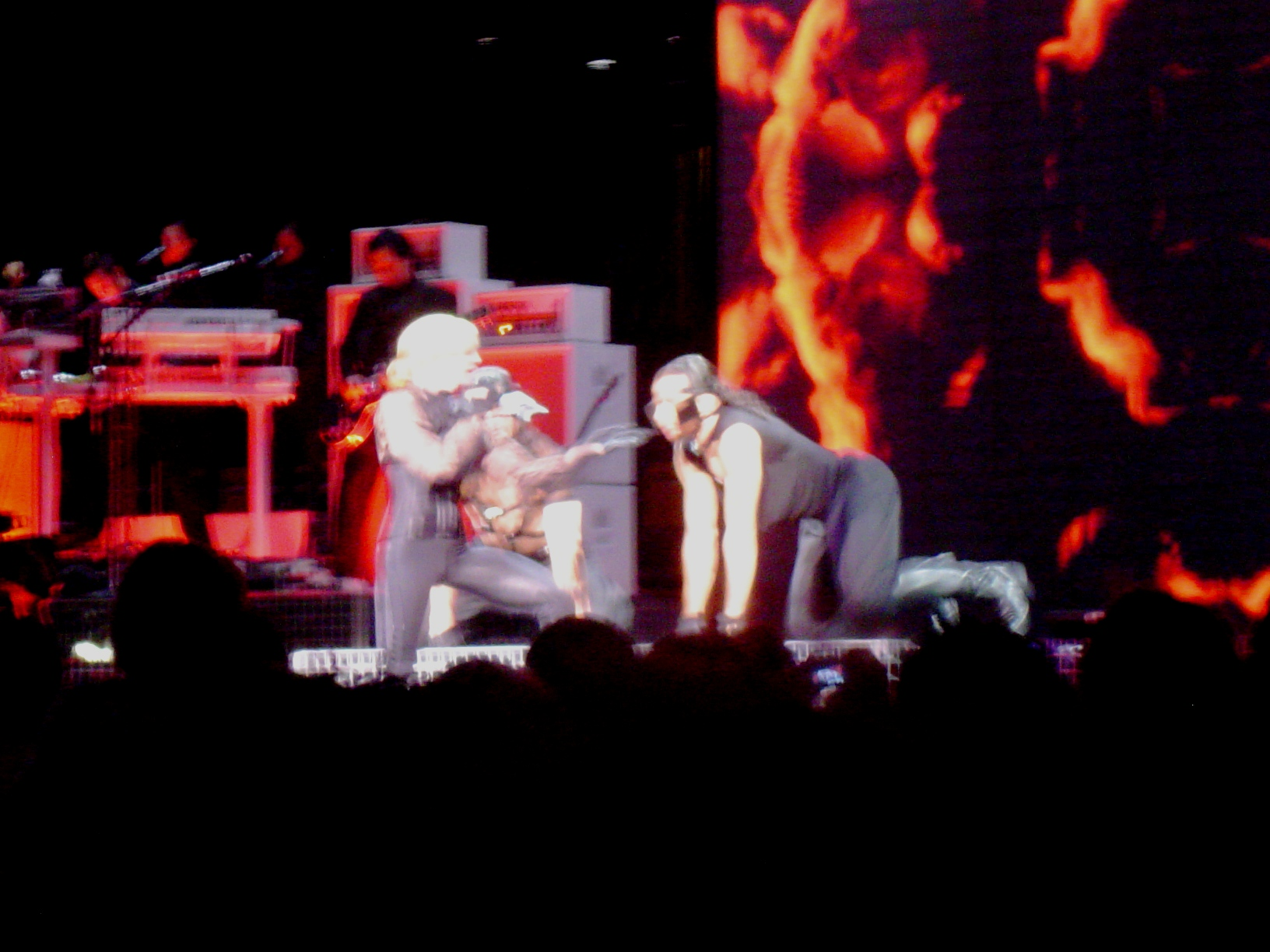
Get Together
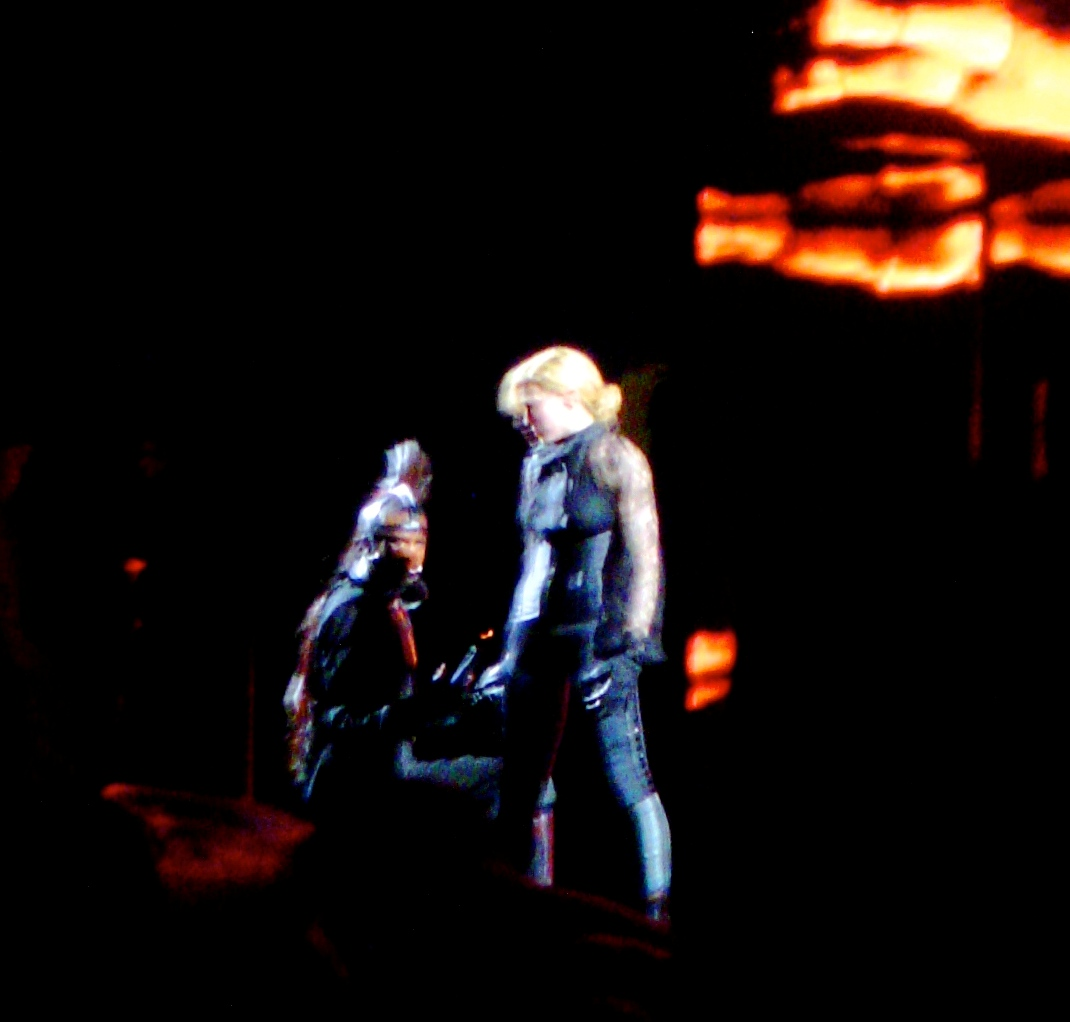
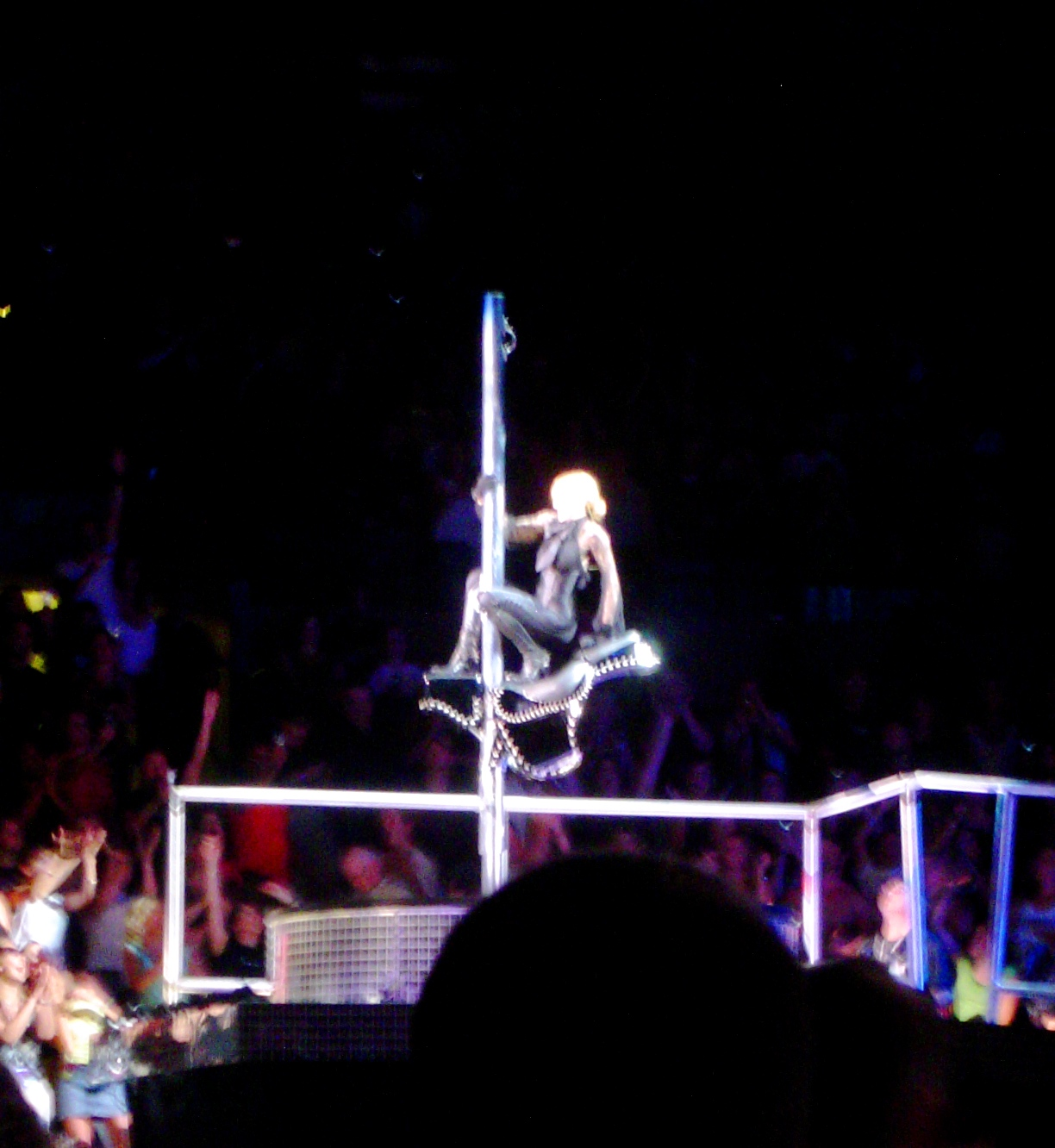
Like a Virgin
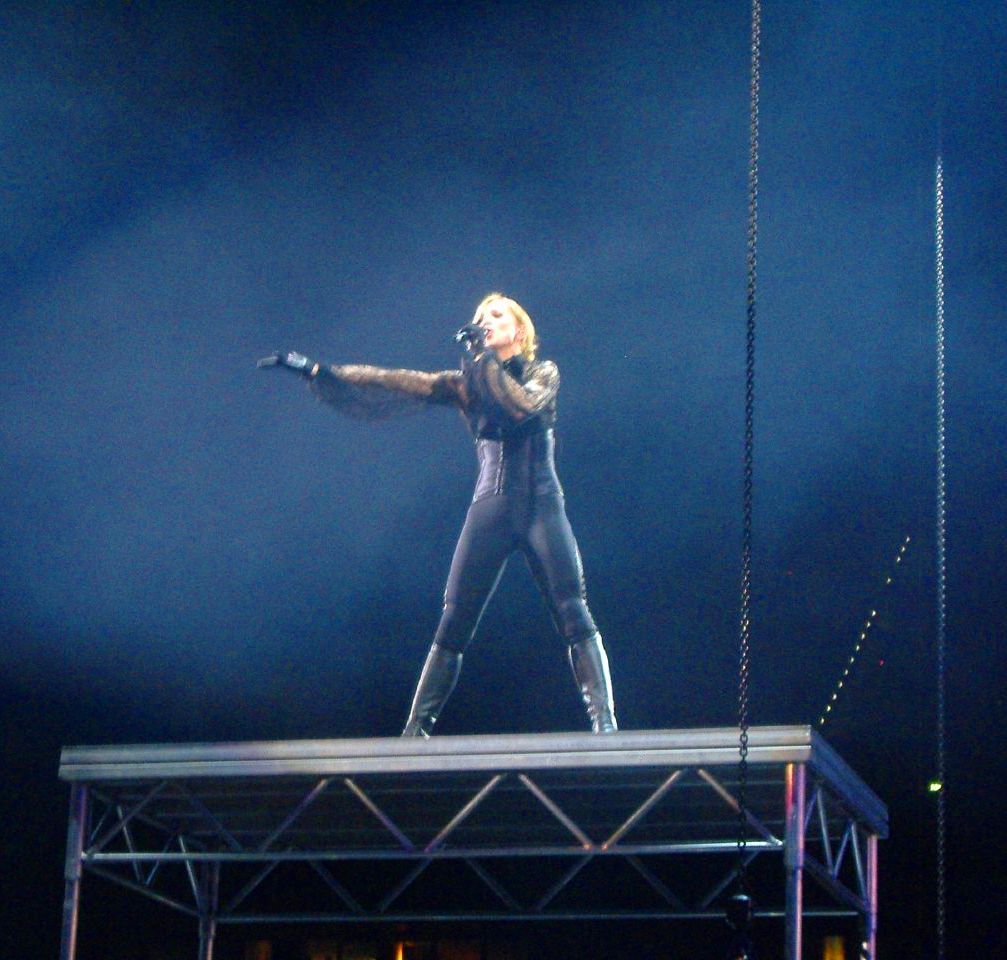
Jump
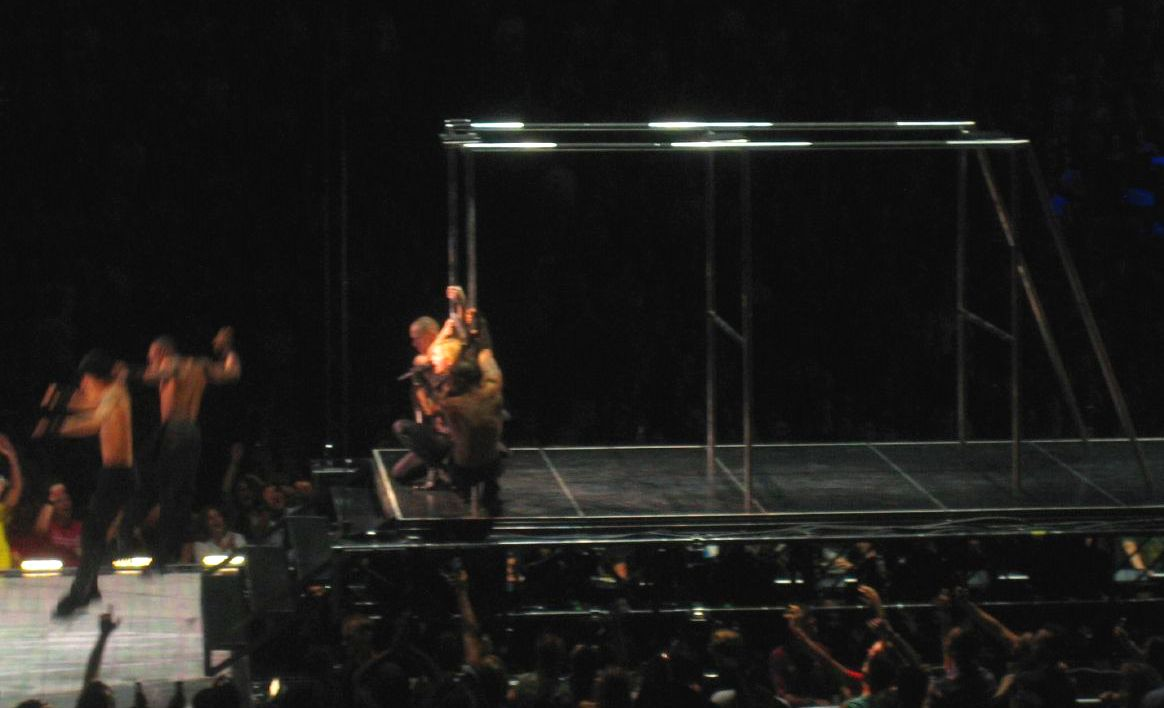
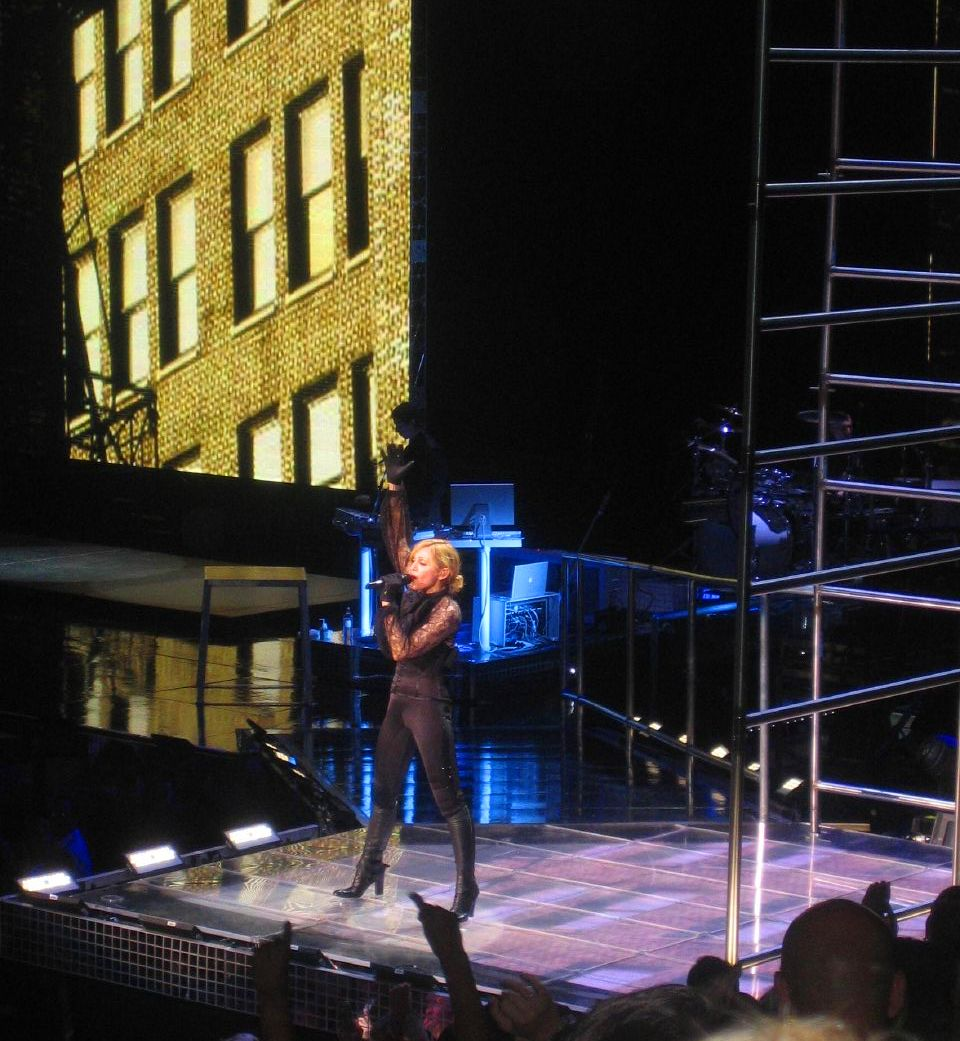
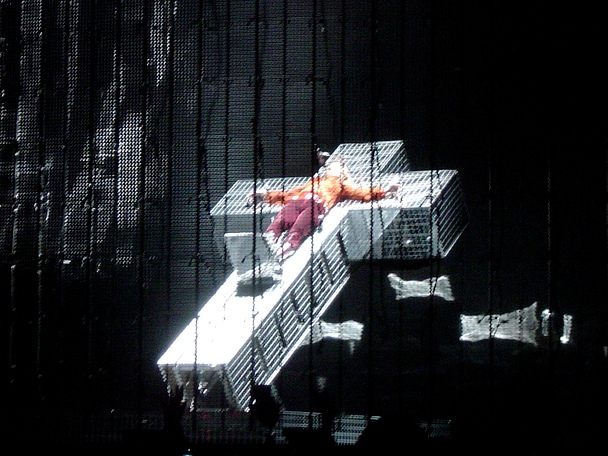
Live to Tell
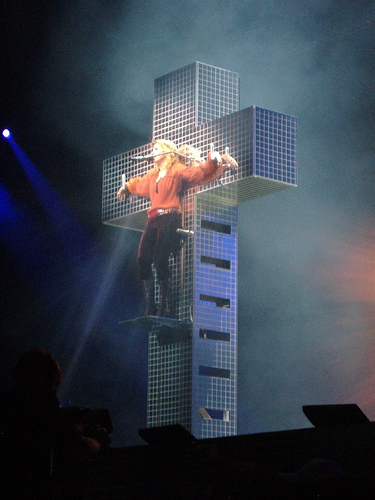
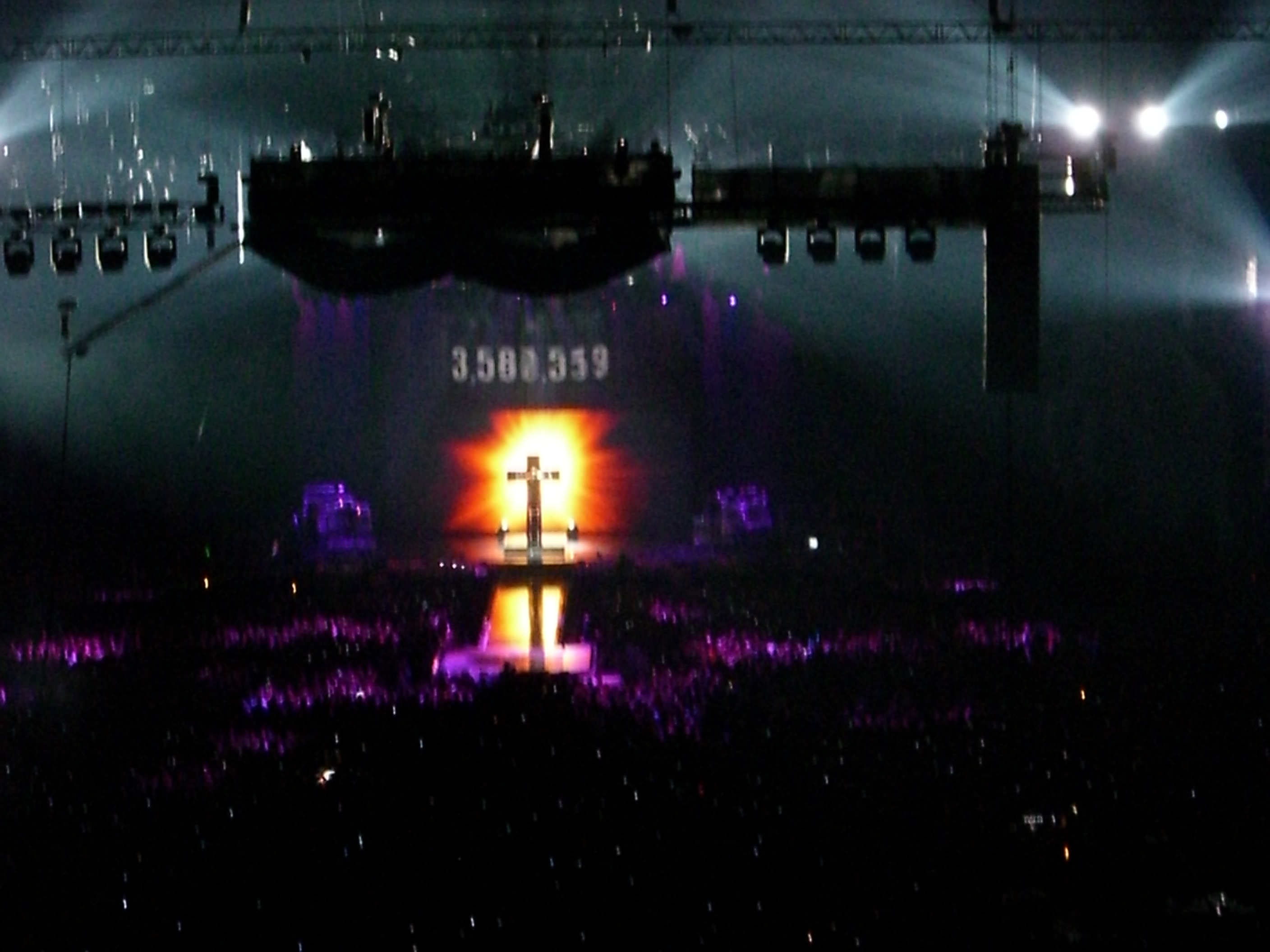
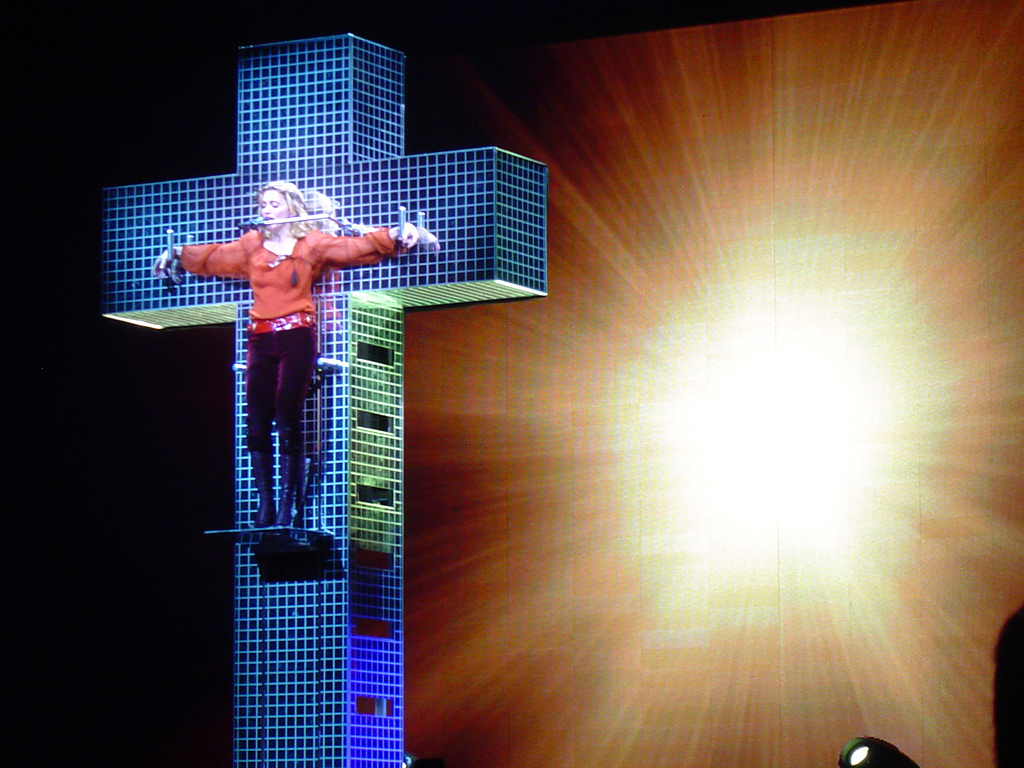
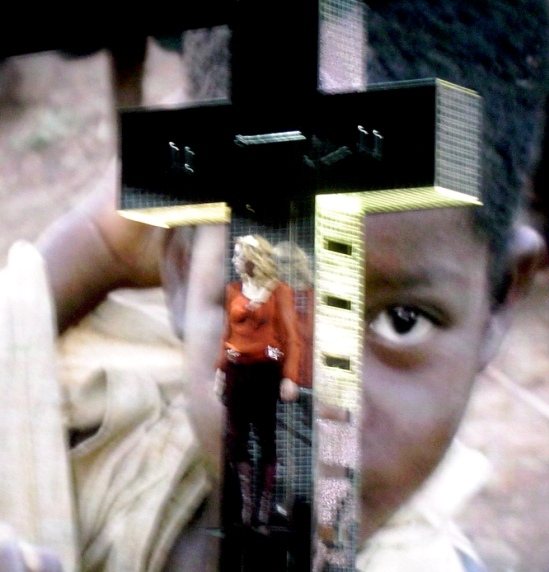